# 歐陽地餘
歐陽地餘（?—?），字长宾。千乘郡（治今山东省高青县高苑镇北）人，西汉经学家。居延漢簡作歐陽餘。
他是欧阳生后裔，歐陽高之孙，《欧阳尚书》传授者。歐陽地餘通《尚书》。汉宣帝时，担任太子中庶子，以《尚书》教授太子刘奭。后为经学博士，参加石渠阁讨论儒经，讨论《五经》同异。刘奭即位为汉元帝，歐陽地餘为侍中贵幸，官至少府。从此《尚书》有欧阳氏学。在官任上去世。临终遗戒子孙，勿受他人赠送财物：“我死後，官属即送给你财物，谨慎不要接受。你是九卿儒者子孙，要以廉洁自成。”歐陽地餘死後，少府属官果然送钱百万，歐陽地餘之子不接受。
| 前任： 延 | 西汉少府 前43年—前38年 | 繼任： 五鹿充宗 |